# Sandokan rebelul
Sandokan rebelul (în italiană La tigre è ancora viva: Sandokan alla riscossa!) este un film de aventuri italian din anul 1977, regizat de Sergio Sollima și avându-l în rolul principal pe Kabir Bedi. Filmul este o continuare a miniserialului TV Sandokan – Tigrul Malaeziei, regizat tot de Sollima și avându-l în rolul principal tot pe Kabir Bedi.
În ciuda titlului identic cu un roman de Emilio Salgari, filmul se inspiră vag din evenimentele relatate în al optulea roman din Ciclul indo-malaezian al lui Emilio Salgari, La riconquista di Mompracem (1908), deși există indicii din I pirati della Malesia (în special, personajele Ajer-Duk și James Brooke sunt personaje din acest ultim roman și nu apar ulterior). În plus, personajul Teotokris a fost luat din romanele Alla conquista di un impero și Sandokan alla riscossa.

## Rezumat

### Tigrul e încă viu
Sătenii din Mompracem sunt speriați și înfometați de ferocele sultan Abdullah, un suveran laș și crud, aflat în slujba englezilor. Tânăra Jamilah se întoarce la Mompracem pentru a-i ridica la luptă pe vechii „tigri” supraviețuitori, dar este vânată de către gărzile sultanului și este pe cale să fie ucisă, fiind salvată de aventurierul grec Teotokris. Acesta din urmă decide să o ajute în misiunea sa: efectuarea unei lungi călătorii în India în căutarea lui Sandokan, care se refugiase acolo, pentru a-l convinge să reia lupta sa împotriva britanicilor.
În India, Jamilah și Teotokris îl caută pe Yanez de Gomera - care se căsătorise între timp cu Surama, regina indiană a Assamului - pentru a afla unde se află „Tigrul Malaeziei”. Yanez o sfătuiește pe Jamilah să persevereze în încercarea sa, deoarece Sandokan, după ultimele lupte, își pierduse încrederea că va reuși să câștige lupta împotriva invadatorilor englezi; fata, cu toate acestea, nu se dă bătută și-l convinge pe Yanez să i-l pună la dispoziție pe vicleanul Kammamuri și două gărzi ca escortă pentru a fi condus în pădurea din Bengal, unde locuiește acum Sandokan. Aici, tânără reușește să-l întâlnească și să vorbească cu Tigrul, dar acesta nu vrea să audă de trecut și se întoarce la viața singuratică.
James Brooke, cu toate acestea, este conștient de misiunea fetei și călătorește în Assam; el îi angajează pe Thugs, un trib temut de vânători de capete care își sacrifică victimele pe altarul zeiței însetate de sânge Kali, poruncindu-le să se pregătească pentru lupta viitoare cu „Tigrul Malaeziei”. În aceeași noapte, bandiții Thugs ucid gărzile și o răpesc pe Jamilah pentru a o aduce ca ofrandă zeiței Kali. Sandokan, reîntors în tabăra lui Jamilah, și ajutat de către credinciosul Tremal-Naik organizează o campanie de eliberare a fetei din mâinile britanicilor deghizați în Thugs. Între timp, Kammamuri și Teotokris găsiseră o ambarcațiune cu care să coboare pe Gange până la mare. În fuga lor de englezi, aventurierul grec Teotokris îl împușcă pe la spate pe Sandokan, dar nu apucă să-i dea lovitura de grație. „Tigrul” este capturat de Brooke, dar reușește să scape din nou ca urmare a unui truc realizat de credinciosul Yanez de Gomera, care se deghizase în francez. Împreună cu tovarășii săi, el se pregătește să se întoarcă în Malaezia.

### Sosirea în Sarawak
Dar Teotokris este mai rapid decât pirații malaezieni și ajunge mai întâi la Abdullah, sultanul din Mompracem și aliat al englezilor, fiind sigur că Sandokan a fost ucis. Apoi, aflând că Sandokan este viu și pregătit să-i atace, îi oferă lui Brooke toate informațiile pe care i le furnizase Jamilah cu naivitate: în special, faptul că mulți „tigri” din Sarawak care au supraviețuit se adună pentru a-l aștepta pe comandantul lor și a-și recăpăta teritoriile.
Când ajunge în Sarawak, „Tigrul” se confruntă cu mai multe capcane: în primul rând, este atacat pe râu de războinicii Dayak, apoi războinicii săi se deplasaseră într-un alt loc. Sandokan și războinicii se despart, iar „tigrul” rămâne să apere satul Kambunbaro de trupele lui Brooke care veniseră să-i ia recoltele. Este rănit, dar salvat de pustnicul Ebu, care-l conduce la Orașul de piatră, unde urma să se întâlnească cu războinicii săi. Ajuns acolo, își găsește războinicii exterminați de trupele lui Brooke, ca urmare a informațiilor furnizate de Teotokris. Sandokan este capturat și este pe punctul de a fi executat atunci când sosesc în ajutorul său oamenii din Kambunbaro, conduși de fiul lui Giro-Batol. „Tigrul” pornește spre Mompracem cu forțe noi și un aliat nou: războinicii dayak, pe care Tremal-Naik i-a convins să lupte pentru Sandokan.

### Recucerirea Mompracemului
Între timp, Yanez de Gomera se strecurase sub masca unui colonel prusac la curtea sultanului Abdullah și a reușit să-și subordoneze garnizoana staționată la Mompracem, cu scopul de a demilitariza coasta unde urmau să acosteze ambarcațiunile lui Sandokan. Kammamuri l-a urmat ca sclav pentru a o elibera pe Jamilah, capturată de Brooke în Orașul de piatră. Dar Teotokris, revenit la curte, îi demască pe amândoi. Yanez este luat prizonier și predat lui Brooke, în timp ce Kammamuri reușește să scape și îi așteaptă pe pirații care au acostat noaptea pe plaja din Mompracem. După eliberarea lui Jamilah, Sandokan plănuiește să atace palatul lui Abdullah, dar Brooke îl amenință, printr-un mesager, că-l va ucide pe Yanez dacă „tigrii” atacă. Între timp, timpul trece și sosesc trupe din Sarawak pentru a sprijini oștile lui Brooke.
Sandokan își folosește viclenia pentru a-i învinge pe dușmani și, între timp, îl salvează pe Yanez. Fricosul Abdullah este ucis, dar Teotokris și Brooke reușesc să scape. Teotokris va fi ucis mai târziu de Sandokan, la sfârșitul unui duel în care primul folosește biciul și al doilea sabia. Brooke reușește să fugă pe mare, deoarece, Sadokan, în loc să-și urmărească dușmanul său real, a rămas să apere populația satului, atacată pe mare de ambarcațiunile ușoare ale mercenarilor englezi. Cu toate acestea, recucerirea insulei este realizată.

## Distribuție
Pentru acest film, regizorul a rechemat aproape întreaga distribuție a serialului de televiziune filmat cu an mai înainte (cu excepția lui Carole André), de la Kabir Bedi, folosindu-se de popularitatea căpătată de acesta, Adolfo Celi în rolul rajahului englez James Brooke și Philippe Leroy în rolul portughezului Yanez de Gomera, un prieten apropiat al lui Sandokan.
- Kabir Bedi - Sandokan, un prinț din Malaezia, a cărui familie fusese exterminată de către britanici cu mai mulți ani înainte. Crescând, el a devenit un pirat, al cărui obiectiv este de a-l răsturna pe Rajahul alb și a-l alunga în Anglia. După ce a pierdut insula Mompracem și a văzut moartea soției sale, el s-a retras în India. Se va întoarce și va lupta pentru insulă, revendicându-și tronul într-un act final de curaj.
- Philippe Leroy - Yanez de Gomera, un prieten apropiat al lui Sandokan. După ce a scăpat din atacul lui Brooke asupra Mompracemului s-a căsătorit cu Surama, regina indiană a Assamului; consideră că lupta s-a terminat pentru prietenul său și acesta a pierdut orice speranță pentru o posibilă întoarcere la Mompracem. El se va întoarce pentru a lupta alături de prietenul său în lupta finală împotriva lui Brooke.
- Adolfo Celi - James Brooke, „Rajahul alb din Sarawak”
- Sal Borgese - fidelul Kammamuri, prietenul lui Yanez. Un războinic abil, va fi de mare ajutor în recucerirea Mompracemului.
- Massimo Foschi - Teotokris, un grec care o salvează pe Jamilah de soldații sultanului Abdullah. Se descoperă, în cele din urmă, că este un spion al aceluiași sultan.
- Néstor Garay (creditat Nestor Garai) - sultanul Abdullah, aliat al englezilor: un laș, care comandă un grup de soldați din Malaezia. Brooke i-a dat Mompracemul pentru a preveni un nou atac al lui Sandokan asupra insulei.
- Mirella D'Angelo - Surama, regina indiană a Assamuluis
- Teresa Ann Savoy - Jamilah, o fată originară din Mompracem. Ea este salvată pe insulă de Teotokris și vine în India, cu intenția de a-l găsi pe Sandokan și a-l convinge să reia lupta împotriva englezilor.
- Kumar Ganesh - Tremal Naik
- Franco Fantasia - generalul englez
- John S. H. Pettit - generalul Croft

### Dublaj de voce (în limba italiană)
- Pino Locchi - Sandokan
- Giuseppe Rinaldi - Yanez de Gomera
- Manlio De Angelis - Kammamuri
- Antonio Guidi - sultanul Abdullah
- Cesare Barbetti - Tremal Naik
- Ferruccio Amendola - generalul Croft

## Producție
Succesul obținut de Sandokan – Tigrul Malaeziei i-a convins pe cei de la Rizzoli să întreprindă pre-producția unui nou film. Sollima a decis, totuși, să se dedice noului său proiect Corsarul negru cu un buget substanțial. La sfârșitul filmărilor, Sollima s-a întors la proiectul Sandokan la sfârșitul anului 1976 și a început producția filmului.
Filmul a fost turnat în Sri Lanka, Malaezia și India, ca și serialul precedent, și distribuit în 1977 ca un produs pentru televiziune (distribuit și la cinematografe) pentru a exploata succesul serialului.

## Scenariu
Scrierea scenariului i-a fost încredințată lui Alberto Silvestri, scenaristul serialului de televiziune, și lui Sergio Sollima. Pe lângă diferențele deja menționate la început față de povestea originală, au fost introduse personaje noi în film, inclusiv războinica Jamilah. Alte personaje, cu toate acestea, au fost modificate: Tremal-Naik nu mai este vânător de pădure ca în I misteri della jungla nera, ci un comandant real de pirați (de fapt, de asemenea, drapelul cu tigrul a fost înlocuit cu un steag cu trei capete de tigri pe fundal roșu, reprezentându-i pe Sandokan, Yanez și Tremal-Naik). Chiar Kammamuri este foarte diferit de personajul de film: aceasta nu este, de fapt, un soldat în serviciul lui Yanez de Gomera, ci un slujitor al lui Tremal-Naik.

## Premii
Actorul indian Kabir Bedi a primit Premiul 7 d'Or Night pentru cel mai bun actor în 1980.

## Legături externe
- La tigre è ancora viva: Sandokan alla riscossa! la Internet Movie Database
- Sandokan rebelul la CineMagia